# Apollonie du Pont
Pour les articles homonymes, voir Apollonia et Apollonie.

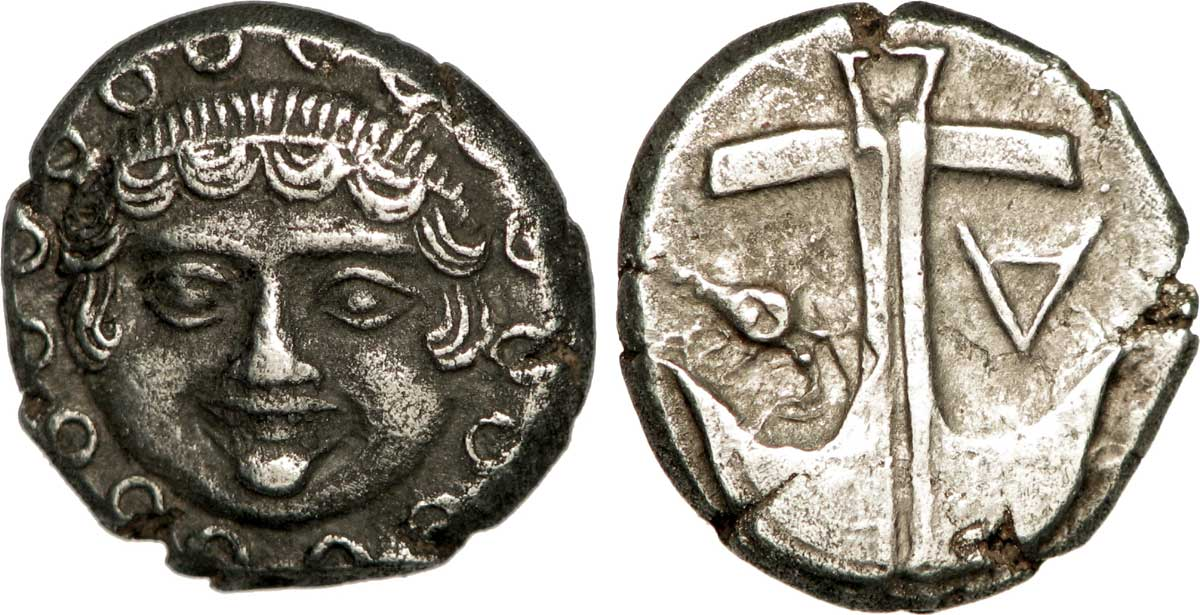
Drachme d'Apollonia Pontica représentant la Méduse. Date : c. 400-350 AC. Description avers : Tête de Méduse de face, entourée de serpents, tirant la langue
Description revers : Ancre renversée, cantonnée d’une écrevisse dans le champ à droite

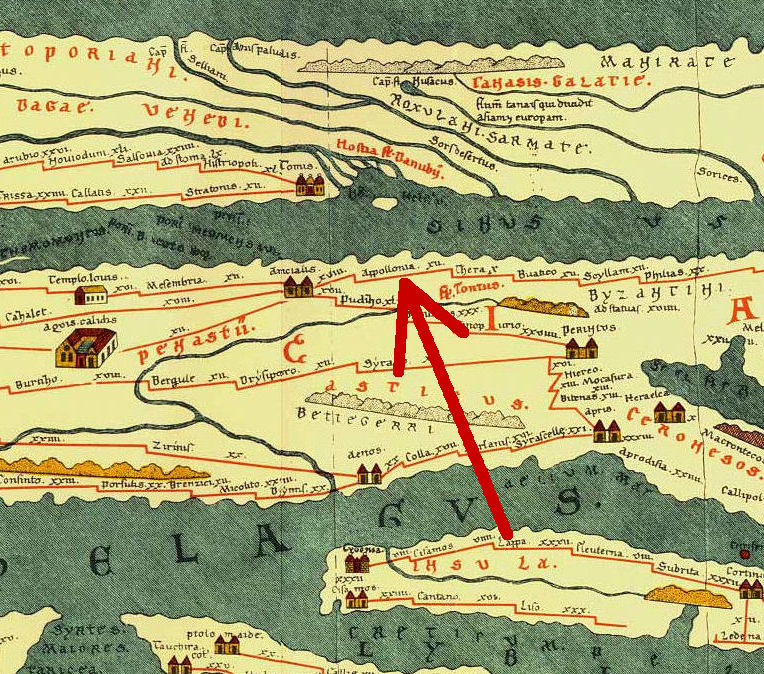
Appolonie du Pont, sur la Table de Peutinger

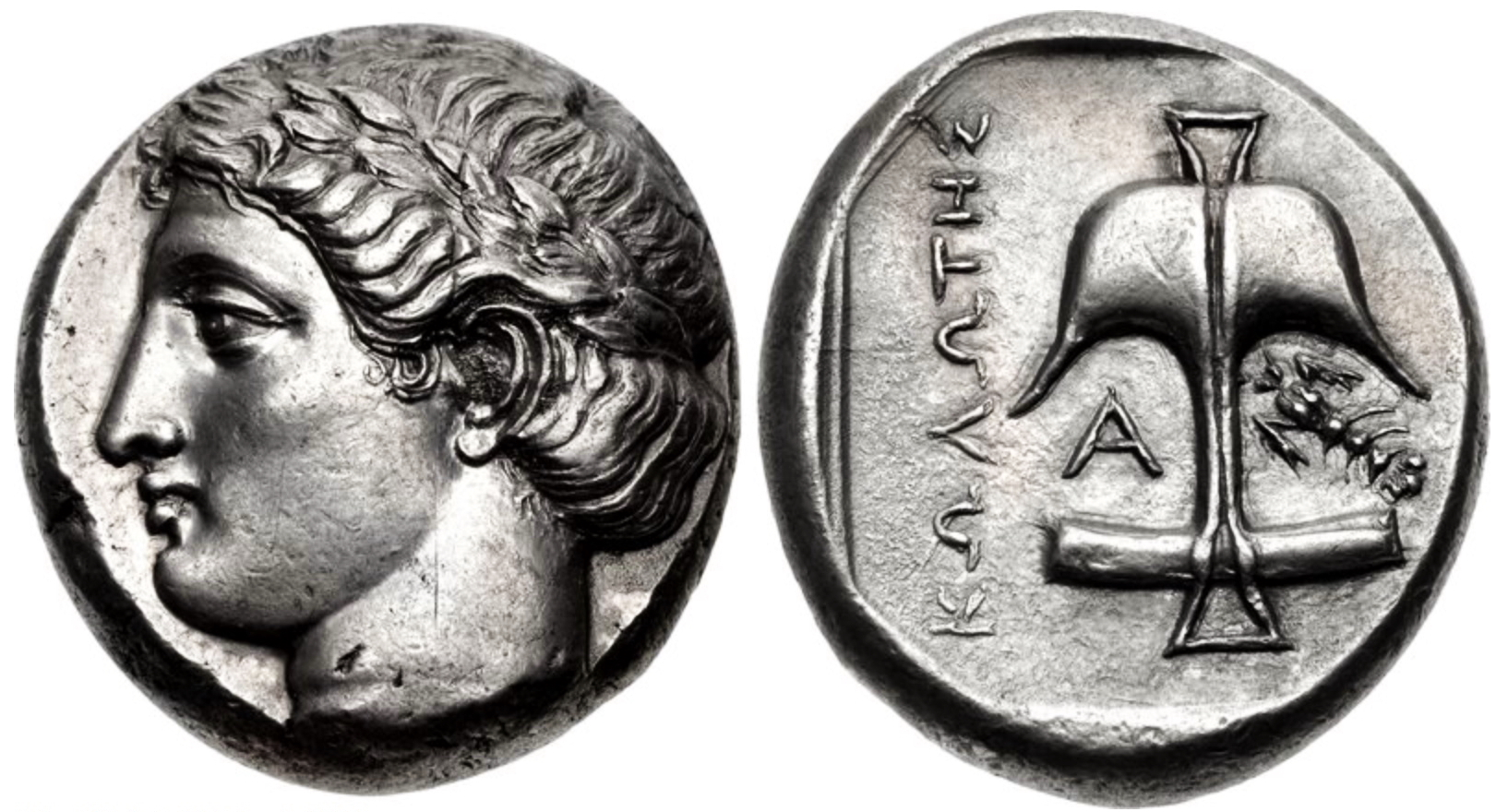
Tétradrachme d'Apollonia Pontica représentant Apollon

Apollonie du Pont est une cité grecque fondée par des Milésiens sous le nom d'Antheia vers 610 av. J.-C. Son dieu principal étant Apollon, elle prend très vite le nom d'Apollonie du Pont. Le philosophe présocratique Diogène et le rhéteur Isocrate d'Apollonie sont originaires de la cité. Elle prit le nom de Sozopolis à l'époque romaine, et correspond à l'actuelle Sozopol, en Bulgarie.
Une grande statue de bronze d'Apollon par le sculpteur Calamis a été prise par les Romains et emmenée sur le Capitole à Rome par Marcus Terentius Varro Lucullus.
Après des premières fouilles menées vers 1904 par le  consul de France Alexandre Degrand (1844-1911), dont le produit fut partagé pour moitié entre le musée du Louvre  et l'Institut national d'archéologie de Sofia, une nouvelle coopération franco-bulgare permit dès 2002 le lancement d'une nouvelle campagne sur de nombreux sites du territoire de la cité et axée principalement sur la nécropole de Kalfata et  la nécropole méridionale de Messarité,.

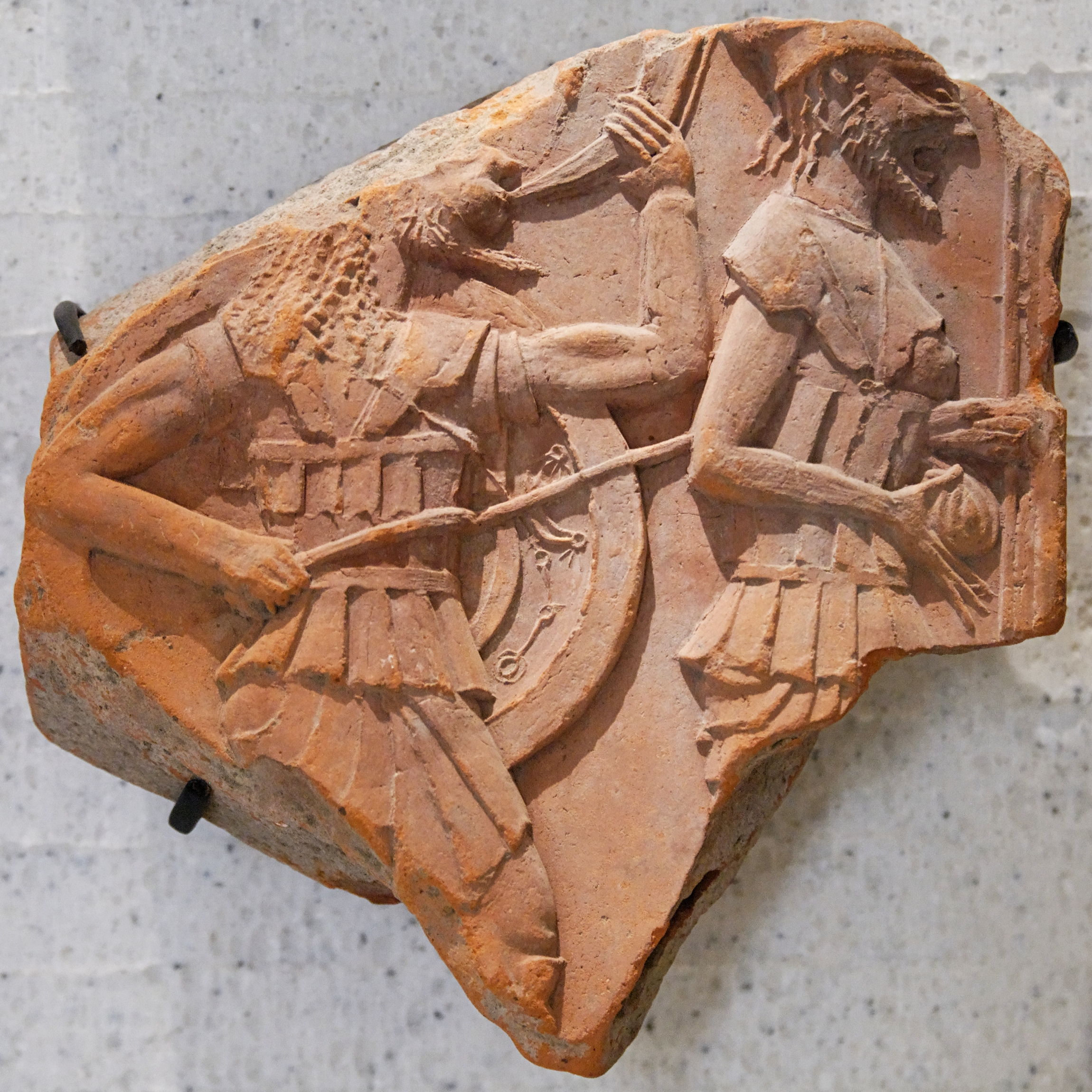
Plaque de frise, première moitié du, Apollonie du Pont, musée du Louvre, fouilles de A. Legrand

## Mentions chez les Anciens
- Hérodote, IV, 90.
- Pseudo-Scylax, 67.
- Strabon, VII, 6, 1.
- Claude Élien, Histoire variée, III, 17.
- Arrien, Périple du Pont-Euxin, 36.
- Étienne de Byzance.
- Ptolémée, Géographie, III, 11, 7.
- Pline l'Ancien, Histoire naturelle, IV, 18, et passim.